# ماري بات جليسون
ماري بات جليسون (بالإنجليزية: Mary Pat Gleason)‏ هي ممثلة أمريكية، ولدت في 23 فبراير 1950 في الولايات المتحدة.

## أعمال

### أفلام
- (1992) غريزة أساسية[5][6][7]
- (2001) التطور
- (2003) بروس الخارق[8]
- (2004) 13 أصبحت 30[9][10][11]
- (2005) الجزيرة[12][13][14]
- (2007) أنا الآن أعلن أنكما تشاك ولاري[15][16]
- (2014) مزيج[17][18]
- (2014) من الأرض إلى إيكو

### مسلسلات
- أم
- تشاك
- ذا ميدل
- ربات بيوت يائسات
- هاواي فايف أو

## وصلات خارجية
- ماري بات جليسون على موقع IMDb (الإنجليزية)
- ماري بات جليسون على موقع روتن توميتوز (الإنجليزية)
- ماري بات جليسون على موقع ألو سيني (الفرنسية)
- ماري بات جليسون على موقع أول موفي (الإنجليزية)
- ماري بات جليسون على موقع قاعدة بيانات الأفلام السويدية (السويدية)
- ماري بات جليسون على موقع قاعدة بيانات الفيلم (الإنجليزية)
- ماري بات جليسون على موقع كينوبويسك (الروسية)